# Agata Pankiewicz
Agata Pankiewicz (ur. 3 lutego 1962 w Rzeszowie) – artystka sztuk wizualnych, fotografka, pedagożka – wykładowczyni w Akademii Sztuk Pięknych w Krakowie.

## Życiorys
Studiowała na Wydziale Architektury Wnętrz ASP w Krakowie (1981–1987), dyplom w Pracowni Projektowania Wystaw u prof. Leszka Wajdy. Projekt dyplomowy wystawy pt. Zagłada Żydów w Krakowie został zaprezentowany w Galerii Narodowej Zachęta w Warszawie i wyróżniony nagrodą im. Mariana Bogusza w 1988 roku.
Od 2010 roku profesor ASP w Krakowie, od 1998 roku prowadzi autorską Pracownię Fotografii na Wydziale Grafiki ASP w Krakowie.
Rdzeniem wszystkich publikacji są eseje fotograficzne. Książki są interdyscyplinarnymi projektami fotograficzno-literackimi, w których obrazom towarzyszą teksty filozofów, pisarzy, historyków sztuki, kulturoznawców, antropologów, etnologów, lekarzy, archeologów i dziennikarzy.
Współpracuje z Triennale Architektury w Krakowie (od 2002), Miesiącem Fotografii w Krakowie, Muzeum Fotografii MUFO w Krakowie, Instytutem Sztuki PAN, Instytutem Kulturoznawstwa Uniwersytetu Wrocławskiego.

## Wybrane wystawy indywidualne
- 2022 – Nieswojość, Galeria Korytarz, Jelenia Góra[12]
- 2021 – Uncheimisch / Nieswojość, Galerie Fotoforum, Dresden[13]
- 2020 – Uncheimisch / Nieswojość, Galerie Brüderstrasse, Goerlitz[14]
- 2019 – Nieswojość, Klub PROZA / Wrocławski Dom Literatury[15]
- 2017 – Hawaikum. Pożądanie wzrasta, esej fotograficzny, instalacja video, Cieszyn, Fundacja Kultury Audiowizualnej Strefa Szarej UL Kultury[16]
- 2016 – Sny, które powstały w głowach niepozornych ludzi, Ars Cameralis Galeria Szara, Katowice[17]
- 2010 – underconstructed.pl, Alpineum Produzentengalerie, Luzern, Swiss
- 2009 – underconstructed.pl, Museum of Architecture Wrocław[18][19]
- 2009 – underconstructed.pl, BWA Bunkier Sztuki, Kraków[5]
- 2008 – Dom i charakter, BWA Wozownia, Toruń[20][21][22]
- 2005 – Tablo, Pusta Gallery, GCK Katowice[23]
- 2004 – Tablo, NOVA Gallery, Kraków[24][25][26]
- 2003 – Petticoat, Cadre A.P. Art Gallery, Lille[27][28]

## Wybrane wystawy zbiorowe
- 2021 – Zwierzęcenie, Galeria Promocyjna ASP, Kraków-w-pudełku[6][29]
- 2019 – Co zostaje po artystach, Galeria Akademia w Bronowicach, Kraków[30]
- 2019 – Krajobraz z Polską w tle, Galeria Akademia w Bronowicach, Kraków[31]
- 2018 – Formy osłabione z cyklu Smart Obiekt, Krakowski Salon Sztuki, Pałac Sztuki, Kraków[32]
- 2018 – Polish Paradise PHOTOBOOKS, Triennal of Photography, Hamburg[33]
- 2016 – Wreszcie we własnym domu. Dom polski w transformacji, 8. edycja festiwalu WARSZAWA W BUDOWIE, Warszawa
- 2010 – Prints from Krakow, State University of St. Cloud, Minnesota, USA
- 2009 – Transphotographiques, festiwal LilleStary Browar, Poznań
- 2008 – Biennale Krajów Bałtyckich, St.Petersburg, Rosja
- 2006 – Międzynarodowe Triennale Grafiki, BWA Bunkier Sztuki, Kraków
- 2003 – Graphic Arts from Krakow, Arboretum Gallery, Warszawa
- 2000 – KRAKÓW 2000, Month of Photography, Bratislava, Slovakia[34]
- 2000 – HIM &THEM, Lund, Szwecja
- 2000 – KRAKOW2000, Photography from AFA in FAMU, Praha, Czechy
- 1993–96 – International Exhibitions of the Artistic Photographs, Rurzomberok, Słowacja
- 1993 – the 53rd International Photographic Salon of Japan
- 1995 – AFA in Ronneby, Szwecja
- 1995–2001 – XXV-XXX Photo Confrontations, Gorzów Wlk.
- 1998 – On&Oni, Museum of History of Photography, Kraków[35]
- 1999 – POLISH ART IN JAPAN, Osaka, Japan
- 1999 – BETWEEN ART AND PHOTO, Wilno, Litwa
- 1999 – HIM & THEM, Instytut Polski, Sztokholm, Szwecja
- 1991 – Novator, Routes de la Creation, Troyes, Francja
- 1990 – Salon des Artistes Decorateurs, Grand Palais, Paryż, Francja
- 1987 – The Best Diploma Works'87, Zachęta, Warszawa

## Nagrody
- 2018 – Konkurs SAR/ Klub Twórców Reklamy, Warszawa, kategoria: Moving Images, srebrna nagroda za gify do książki SMART OBIEKT, wyd.Czarne/ASP/MHF, współpraca: Agencja LVOV[36]
- 2017 – Najpiękniejsza Książka Roku 2017, nominacja w kat. ALBUMY za Smart obiekt. Mimowolne perwersje rzeczy[37]
- 2015 – FOTOGRAFICZNA PUBLIKACJA ROKU 2016 FOTOFESTIWAL ŁÓDŹ za Hawaikum – pierwsze wyróżnienie
- 2015 – Medal Komisji Edukacji Narodowej[38]
- 2010 – Nagroda Rektora ASP II st.
- 1997 – wyróżnienie, I Ogólnopolski Konkurs Wydawnictw Reklamowych
- 1997 – brązowy medal, Ogólnopolskie Konfrontacje Fotograficzne, Gorzów Wlk.
- 1995 – złoty medal na FOTOFORUM, Rurzomberok, Słowacja
- 1993 – medal 53-go Międzynarodowego Salonu Fotograficznego, Japonia
- 1990 – brązowy medal, Salon Societe des Artistes Decorateurs, Grand Palais, Paryż
- 1987 – nagroda magazynu SZTUKA im. Mariana Bogusza za pracę dyplomową, za projekt wystawy pt. Zagłada Żydów w Krakowie[3]

## Książki pod redakcją
- pod red. Monika Kozień, Marta Miskowiec, Agata Pankiewicz: Hawaikum. W poszukiwaniu istoty piękna. Wołowiec: Czarne/ASP/MHF, 2015. ISBN 978-83-8049-117-5. Brak numerów stron w książce
- pod red. Marta Miskowiec, Agata Pankiewicz, Marcin Przybyłko: Smart obiekt. Mimowolne perwersje rzeczy. Wołowiec: Czarne/ASP/MHF, 2017. ISBN 978-83-8049-571-5. Brak numerów stron w książce
- pod red. Agata Pankiewicz, Marcin Przybyłko: Nieswojość. Wrocław: Warstwy/ASP, 2019. ISBN 978-83-66054-67-7. Brak numerów stron w książce
- pod red. Agata Pankiewicz, Natalia Wiernik: Niewidzialne linie. Wybór prac dyplomowych z lat 2009–2019. Kraków: Akademia Sztuk Pięknych im. Jana Matejki w Krakowie. ISBN 978-83-66564-14-5. Brak numerów stron w książce
- pod red. Agata Pankiewicz: Tylko się rozglądam.../ Ich schaue mich nur um.../. Kraków: ASP Kraków, 2014. ISBN 978-83-64448-14-0. Brak numerów stron w książce